# RheinEnergieSportpark

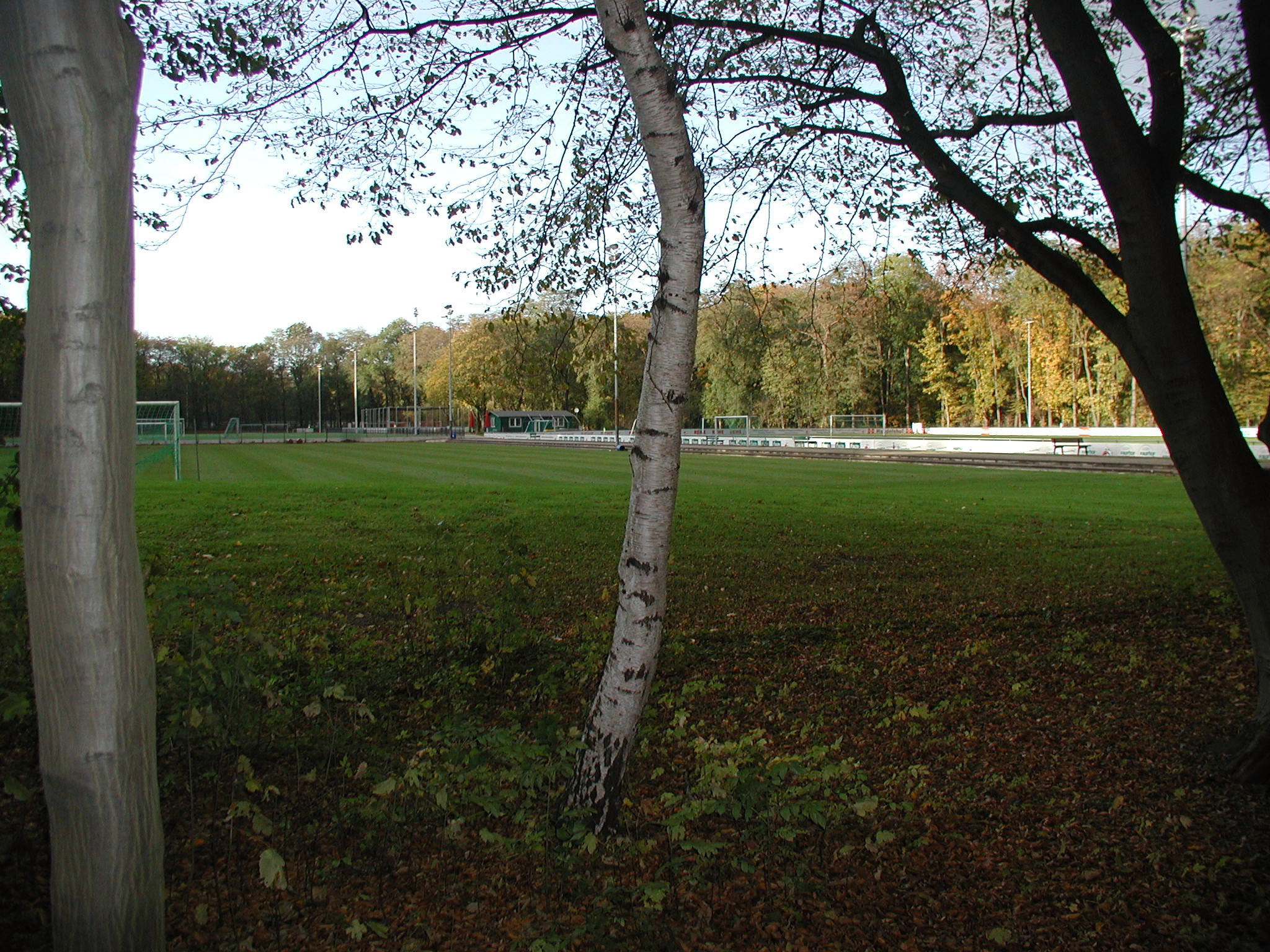
Die Anlagen des RheinEnergieSportsparks

Der RheinEnergieSportpark ist eine Sportanlage des 1. FC Köln in Köln-Sülz. Die Anlage umgibt das Clubhaus des Vereins, das „Geißbockheim“. Sie besteht aus neun Plätzen, vier mit Naturrasen, die dem Training von Lizenz- und Nachwuchsspielern dienen, sowie zwei Kunstrasenplätzen, einem Fußballkäfig und einem Fußballtennisplatz. Seit 2007 trägt das Gelände seinen jetzigen Namen.

## Lage und Ausdehnung
Der Sportpark liegt im Landschaftsschutzgebiet Äußerer Grüngürtel. Er ist über die Berrenrather Straße, an die er angrenzt, über die rund 300 Meter lange Stichstraße Franz-Kremer-Allee zu erreichen. Vom Beethovenpark aus ist der Park über Fußwege erreichbar. Die Nordseite ist etwa 600 Meter entlang der Militärringstraße gelegen, von der sie ein schmaler Waldstreifen trennt. Die Anlage ist etwa 200 Meter breit; südlich des Clubhauses dehnt sich der Park mit seinem Rasenplatz über 400 Meter Breite bis zum Decksteiner Weiher aus. Die Gesamtfläche beträgt etwa 10 Hektar. Parkplätze liegen am Clubheim und separat an der nordwestlichen Grenze und sind durch eine kurze Stichstraße vom Militärring aus zugänglich.

## Geschichte

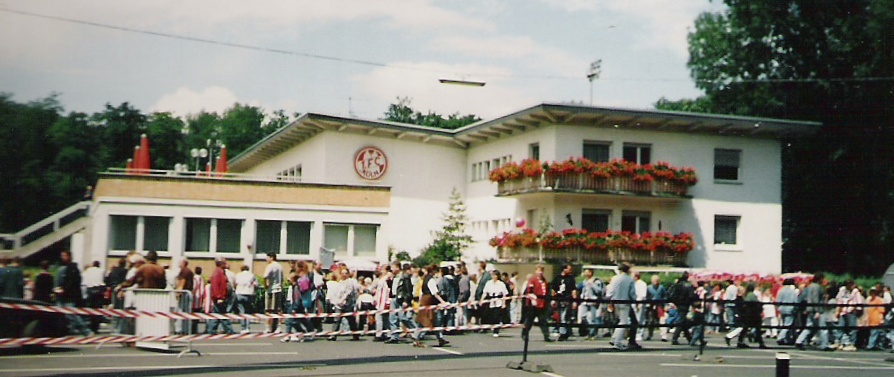
Trainingsgelände, Geschäftsstelle und Clubheim des FC, das „Geißbockheim“

Schon im 19. Jahrhundert befanden sich Sportanlagen auf dem Gelände. 1876 wurde an dieser Stelle als Teil des Kölner Festungsrings das Zwischenwerk VI b errichtet, das 1921 geschleift wurde, wobei die fortifikatorischen Zwecken dienenden Bauteile abgebrochen oder zerstört wurden. Das Kerngebäude des Zwischenwerks, die Kehlkaserne und die nach Entwürfen des städtischen Gartenarchitekten Fritz Encke auf dem ehemaligen Militärareal und angrenzenden Flächen hergerichteten Sportplätze nutzte seit 1930 der Arbeitersportverein Frischauf Sülz, ab 1939 die SV Sülz 07 und ab 1948 deren Nachfolger 1. FC. Auf dem Gelände hatte der 1. FC-Vorgängerverein Spielvereinigung Sülz 07 sein Clubhaus über der Kehlkaserne des Zwischenwerks, von der Teile noch im Keller des heutigen Clubhauses erhalten sind. Auf dem angrenzenden Aschenplatz spielten die unteren Senioren- und Juniorenmannschaften des Vereins.
Bis 1953 diente das originale Zwischenwerk dem 1. FC Köln, seit 1948 mit der SV Sülz 07 fusioniert, als Vereinsheim. 1949 legte der FC auf Anregung des damaligen Vereinspräsidenten (1948–1967) Franz Kremer ein Sonderkonto zur „Schaffung einer Großsportanlage“ an, auf das 10 Prozent jeder Spieleinnahme der 1. Mannschaft abgeführt wurden. Das nach dem FC-Maskottchen, einem Geißbock, benannte „Geißbockheim“ wurde vom Unternehmen des damaligen DFB-Präsidenten Peco Bauwens neu erbaut und 1953 eingeweiht. 1961 wurde es umfangreich renoviert und eine Halle sowie neue Rasenplätze ihrer Bestimmung übergeben. Seit 2008 beherbergt das erneut renovierte und inzwischen erweiterte Geißbockheim neben einer Gaststätte die Geschäftsstelle des FC. Reste des Zwischenwerks können weiterhin besichtigt werden.
Pläne des FC, das Gelände zu vergrößern, werden durch seine Lage in dem Landschaftsschutzgebiet L 17 „Äußerer Grüngürtel Müngersdorf bis Marienburg und verbindende Grünzüge“ erschwert. Angrenzende Teilbereiche innerhalb dieses Landschaftsschutzgebiets stehen zudem seit 1980 unter Denkmalschutz. Ein „Masterplan“ des FC sieht unter anderem ein modernes Leistungszentrum vor. In diesem Zusammenhang plant der FC eine Erweiterung, indem auf der bisher der Öffentlichkeit zugänglichen Gleueler Wiese mehrere Kunstrasenplätze angelegt werden sollen. Gegen dieses Vorhaben, das unter anderem Probleme des Denkmalschutzes, des Umweltschutzes und der Privatisierung öffentlicher Flächen betrifft, bildete sich Anfang 2016 die Bürgerinitiative Grüngürtel für Alle.

## Franz-Kremer-Stadion
Herzstück des Geländes ist das Franz-Kremer-Stadion. Der 1966 begonnene Bau wurde 1971 fertiggestellt und hieß anfangs Amateurstadion. 1977 wurde es nach Franz Kremer benannt. In der Spielstätte tragen die Jugendmannschaften (U17, U19), die zweite Männermannschaft (U21) sowie seit der Saison 2020/21 und dem Abstieg aus der Frauen-Bundesliga in die 2. Frauen-Bundesliga die Frauenmannschaft des 1. FC Köln ihre Heimspiele aus.
Die Zuschauerkapazität des Stadions beläuft sich auf 5457 Plätze, darunter 3557 nicht überdachte Stehplätze sowie 1900 überdachte Sitzplätze. Zum Wiederaufstieg der U23 des 1. FC Köln in die Regionalliga West 2005 wurde es den Anforderungen der Liga angepasst. So bekamen z. B. die Gästefans einen separaten Eingang, der in einen abgetrennten Zuschauerbereich auf der Gegenseite führt. 2007 erhielt die Sportstätte eine Rasenheizung.